# Applet
Een applet is een klein programma dat op een client draait in de context van een groter programma. Meestal duidt het een Java-applet aan, een programma geschreven in de programmeertaal Java dat in een webbrowser draait. Andere voorbeelden zijn de programma's in het configuratiescherm (Control Panel) van Windows en Macromedia Flash-programma's in een webbrowser. Applets kunnen meestal communiceren met het gastheerprogramma waar ze binnen draaien en krijgen door dit gastheerprogramma rechten toegewezen voor eventuele wijzigingen op de computer. In een webbrowser zou het programma niets buiten de context van de webbrowser mogen doen tenzij de gebruiker daar expliciet toestemming voor geeft (zie ook sandbox model).
De term applet werd mogelijk voor het eerst gebruikt in 1993 in AppleScript. Een vergelijkbaar programma dat op een server draait wordt een servlet genoemd.